# 浅利義遠
浅利 義遠（あさり よしとお）は、平安時代末期から鎌倉時代前期にかけての武将。浅利氏の祖。

## 生涯
源清光の十一男として誕生。もともと浅利氏は甲斐源氏の一族で、甲斐国八代郡浅利郷を本拠とした。兄・武田信義、安田義定らと共に源頼朝の幕下に参加する。弓の名手であり、壇ノ浦の戦いや奥州合戦においてもその強弓をもって戦功を立てた。
建仁元年（1201年）、建仁の乱において捕虜となった坂額御前の堂々たる振る舞いに深く感銘を受け、鎌倉幕府2代将軍・源頼家に彼女を室として迎えたい旨を申し出る。何故謀反の徒を室に望むのか、という頼家の問いかけに対し、「彼女との間に武勇に秀でた男子を儲けて、幕府や朝廷に忠義を尽くさせたい」と答えたため、頼家は笑ってこれを許可したという。
山梨県中央市大鳥居には義遠が伽藍を再建、寺領を寄進したという大福寺があり、県指定文化財の義遠の位牌や墓所がある。

## 脚注

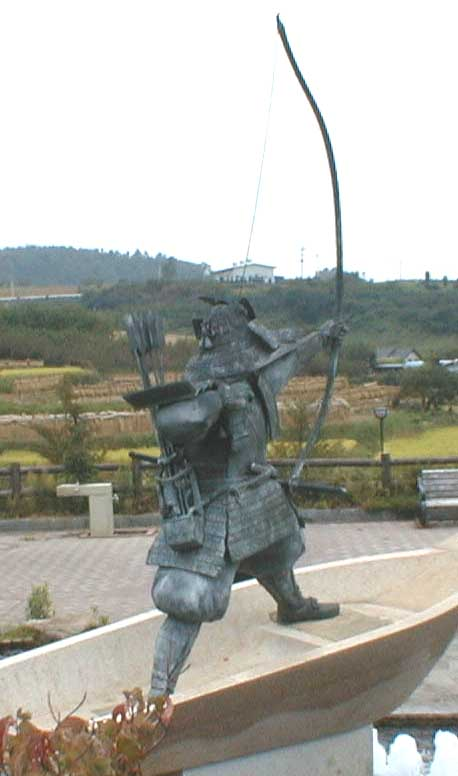
浅利与一銅像
（豊富シルクの里公園）